# Setariopsis auriculata
Setariopsis auriculata là một loài thực vật có hoa trong họ Hòa thảo. Loài này được (E.Fourn.) Scribn. miêu tả khoa học đầu tiên năm 1896.